# Манкиев, Алексей Ильич
Алексей Ильич Манкиев (Манкеев, пол. Alexij Mankewitz) (?—1723) — русский дипломат и историк.

## Биография
Дата и место рождения неизвестны, поляк по происхождению.
Участник русско-шведской войны 1700—1721 годов, во время которой попал в плен. Находясь в плену, в Стокгольме служил в канцелярии русского резидента князя А. Я. Хилкова. Вернулся в Россию в 1718 году. В 1720 году был назначен переводчиком в Коллегию иностранных дел. За время работы в коллегии посещал с А. И. Румянцевым Стокгольм; в 1721 году присутствовал на Ништадтском конгрессе. В 1722—1723 годах был командирован на разграничение территории между Россией и Швецией.
Находясь в шведском плену, Манкиев написал к 1715 году свой труд «Ядро российской истории», в котором он изложил события до 1712 года. Долгое время «Ядро» распространялось лишь в рукописях и было напечатано впервые в 1770 году Г. Ф. Миллером, который приписал его князю Хилкову, что было ошибочным. Этот капитальный труд Манкиева был издан в России также в 1784, 1791 и 1799 годах.
В плену также работал над переводом сочинения античного философа Эпиктета «Руководство морали» («Энхиридион»).
Женат не был.
Умер 16 мая 1723 года.

## Труды
- Ядро русской истории